# Jan Hendrik Weissenbruch
Hendrik Johannes (Jan Hendrik) Weissenbruch (Den Haag, 19 juni 1824 – aldaar, 24 maart 1903) was een Nederlandse kunstschilder. Hij wordt algemeen beschouwd als een van de belangrijkste schilders uit de Haagse School.
Naast schilder was hij ook etser, lithograaf en aquarellist.

## Leven en werk
Het tekenen werd Weissenbruch tussen 1840 en 1843 bijgebracht door J.J. Löw. Van 1843 tot 1850 volgde hij lessen op de  Haagsche Academie waar Bart van Hove zijn leraar was. Onterecht wordt vaak gedacht dat Jan Hendrik Weissenbruch ook een leerling was van Schelfhout. Op aanraden van zijn vriend en schilder Johannes Bosboom is hij niet in de leer gegaan bij Schelfhout. Bosboom vond dat J.H. Weissenbruch 'uit zijn eigen lens moest zien', bovendien vond Schelfhout dat er verf werd gemorst met schilderen naar de natuur. Nog voordat Weissenbruch zijn academische opleiding afrondde was hij samen met zijn neef Jan Weissenbruch en Willem Roelofs in 1847 al betrokken bij de oprichting van het artistieke genootschap Pulchri Studio. Van 1857 tot 1861 was hij er zelfs Commissaris van de tekenzaal.
De familie Weissenbruch woonde in de Kazernestraat achter het Lange Voorhout. Kort na zijn overlijden werd het huis afgebroken, maar hij liet een aantal aan het huis en de omgeving herinnerende stemmingstaferelen na: De keuken met het Vermeer-doorkijkje, Het kleine bleekveld achter het huis met de achtergevels van het Voorhout, De zolder als atelier voor zijn zoon Willem. (Zijn zoon Willem Johannes Weissenbruch leerde van hem het schildersvak.)
In het begin van zijn carrière was het werk van Weissenbruch sterk beïnvloed door de zeventiende-eeuwse schilder Jacob van Ruisdael en door de ruim 35 jaar oudere Andreas Schelfhout. In de loop der tijd werden zijn schilderijen inhoudelijk soberder. Weissenbruch zocht het licht op in panoramisch-weidse landschappen, waarbij grijs-zware wolkenluchten meermaals bij uiterst lage horizonten driekwart van zijn doeken vullen.
Even bezig als tekenaar en aquarellist trad hij in 1866 toe tot de Société Belge des Aquarellistes te Brussel. Ook daar was zijn vriend Willem Roelofs in 1855 medeoprichter geweest. In 1876 zag de Nederlandse afdeling van deze vereniging het leven, met Anton Mauve, Jacob Maris en Hendrik Willem Mesdag bij de oprichting. J.H.Weissenbruch werd een van de eerst voorgedragen leden.
In 1849 verkocht Weissenbruch zijn schilderij Panorama bij Den Haag, Dekkersduin aan Teylers Museum. Toch brak hij niet echt door. Vanaf 1880 steeg de belangstelling vanuit Noord-Amerika.
Rond 1875 ontdekte Weissenbruch het gebied rond Noorden (Nieuwkoop). Hij ging er steeds vaker schilderen, ook omdat het landschap rond Den Haag steeds meer verstoord werd door de opkomende industrialisatie.
Critici menen dat de meester slechts in de laatste twintig jaar van zijn leven zijn talenten totaal ontplooide. Zijn faam, samen met die van de Haagse School, was echter al tot in Canada doorgedrongen, waar de Art Association van Montreal vanaf 1876 in hun Loan Exhibitions het werk van de Hagenaars apprecieerde. In 1897 werden in Montreal nog dertien werken van Weissenbruch geëxposeerd. De Canadees Edward B. Greenshields liet in 1904 The subjective view of landscape painting, with special reference to J.H. Weissenbruch from works of him in Canada verschijnen, gevolgd door de publicatie van het opmerkelijke Landscape painting and modern Dutch artists, te New York in 1906.
In 1900 reisde Weissenbruch naar de Wereldtentoonstelling in Parijs en het bekende Franse Barbizon. Hoewel de roep van Barbizon (de onverschoonde democraten) al vijftig jaar voorbij was, wilde hij nog kennismaken met de sfeer waarin de grote voorgangers van de Haagse School hadden gewerkt. Hij schilderde nog de Grande Rue met het woonhuis van Jean-François Millet en een opmerkelijk boszicht Gorges d'Apremont waar Théodore Rousseau en Narcisse Díaz zich vaak ophielden.
Vincent van Gogh noemde J.H. Weissenbruch le joyeux Weiss.

## Openbare collecties
Werken van Jan Hendrik Weissenbruch zijn te vinden in de collecties van:
- Kunstmuseum Den Haag in Den Haag
- Rijksmuseum Amsterdam
- Museum Boijmans Van Beuningen in Rotterdam
- Dordrechts Museum
- Amsterdam Museum
- Museum de Fundatie in Zwolle
- Teylers Museum in Haarlem

## Galerij

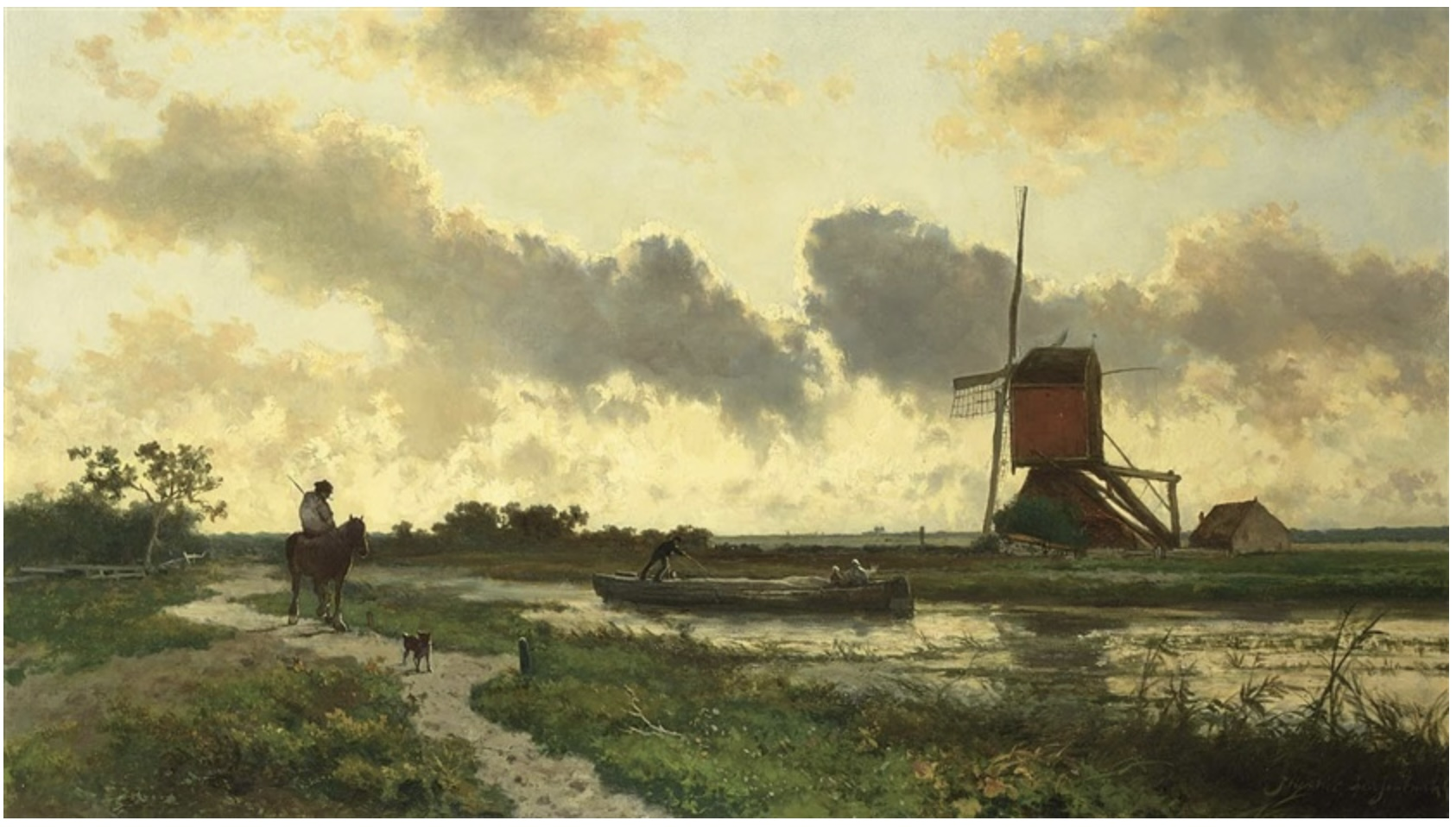
Zonsondergang bij Boskoop 1864
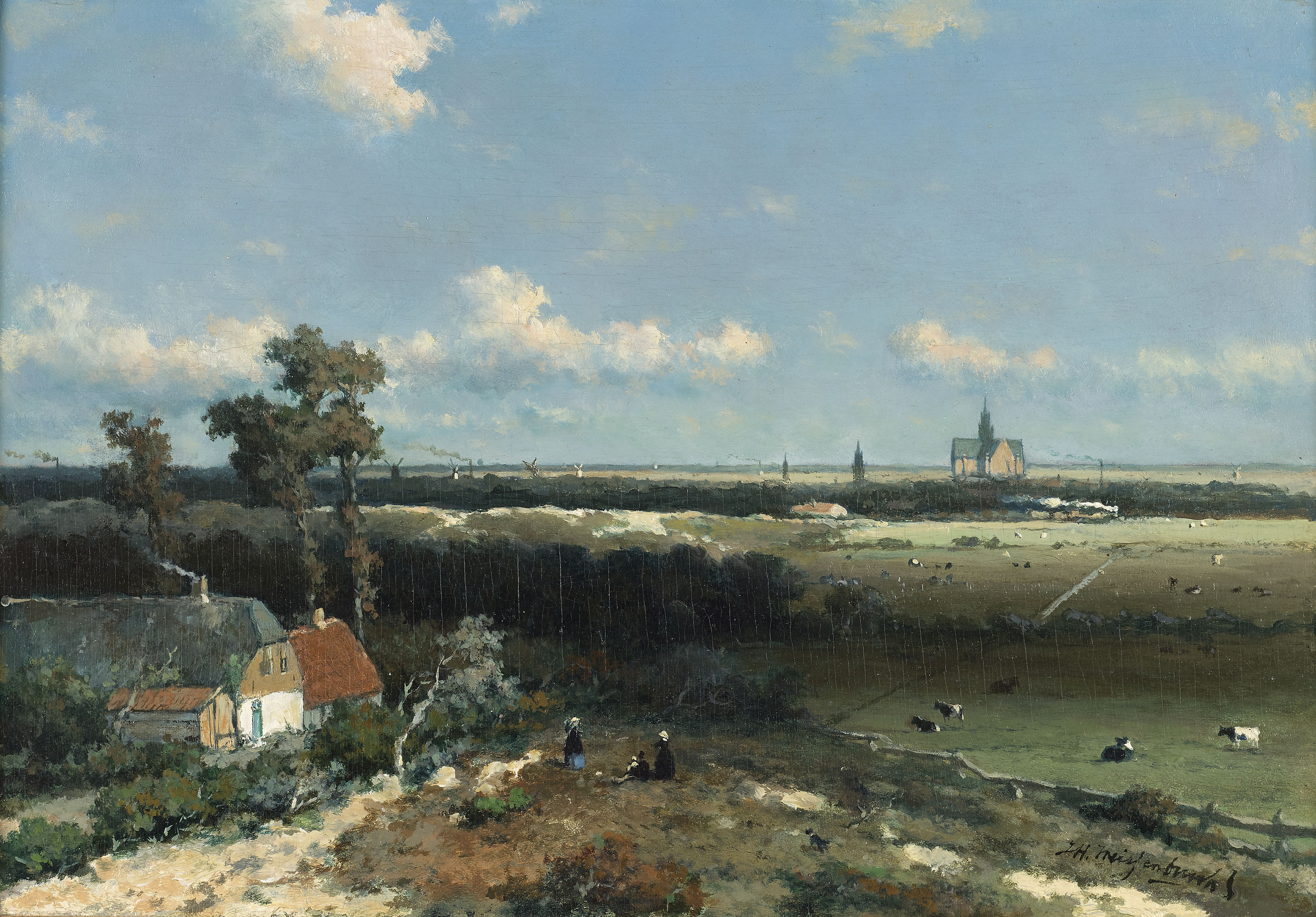
Gezicht op Haarlem, ca. 1845 - 1848, Kunstmuseum Den Haag
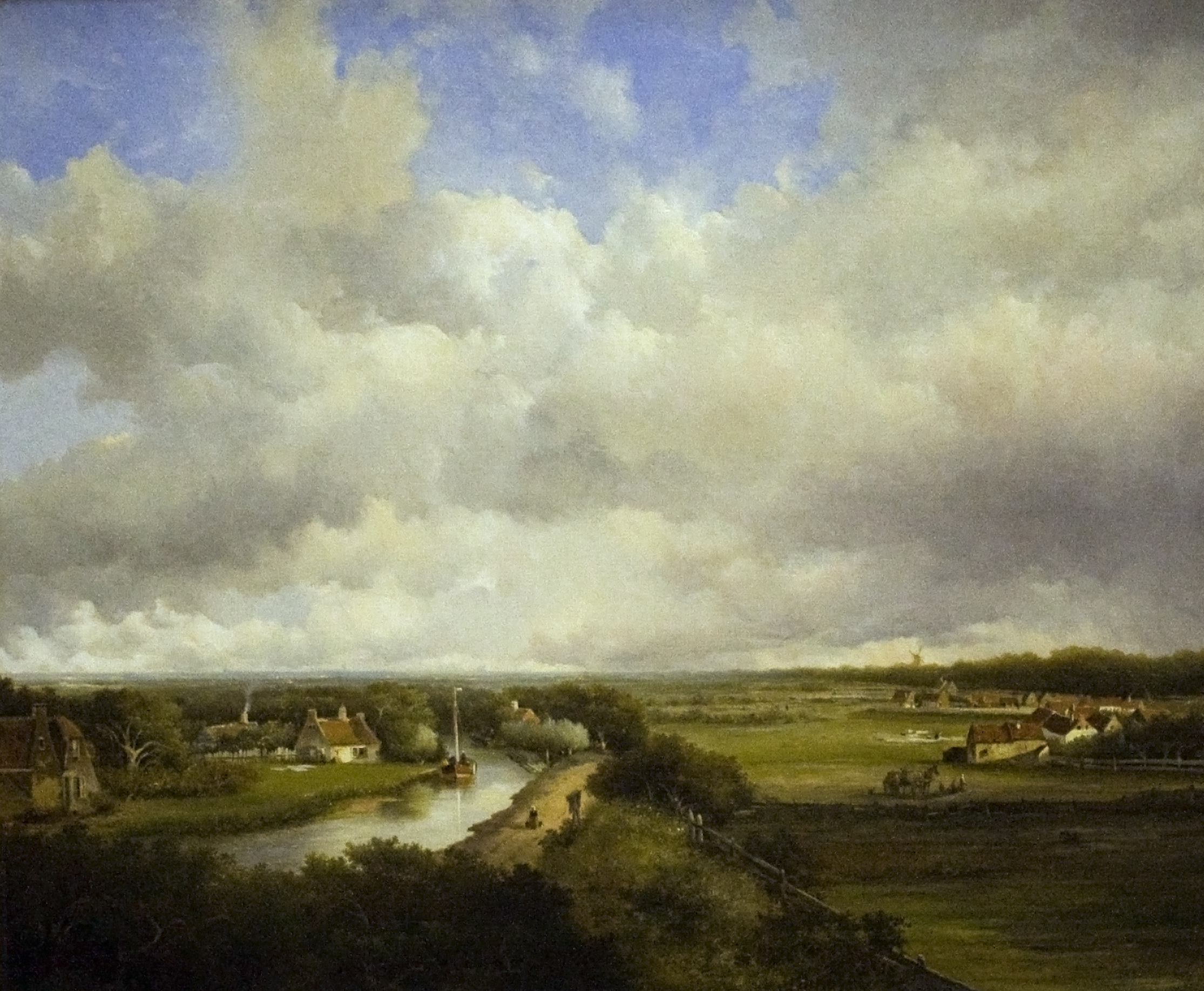
Dekkersduin, 1849, Teylers Museum
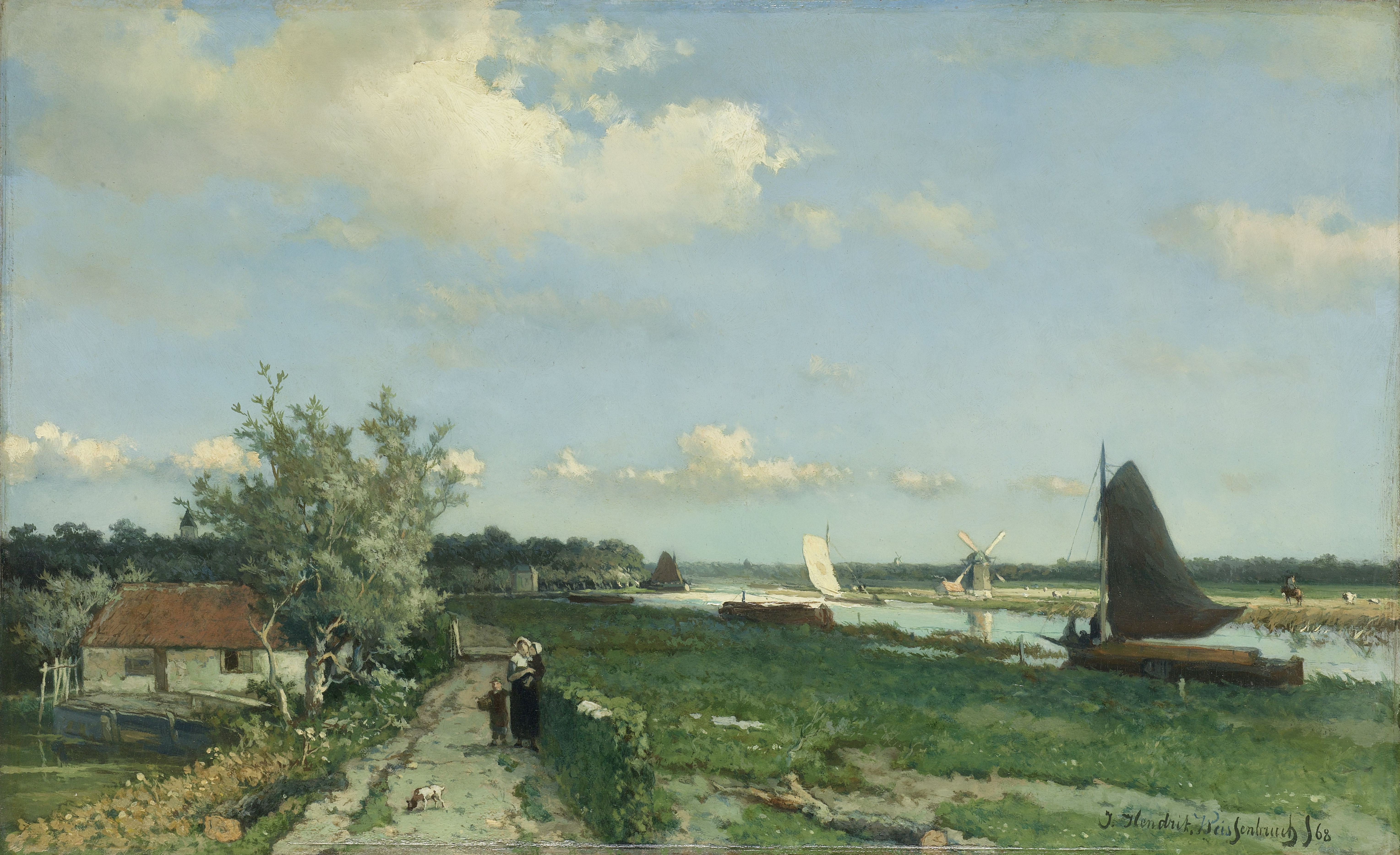
De Trekvliet bij Rijswijk, 1868, Rijksmuseum Amsterdam
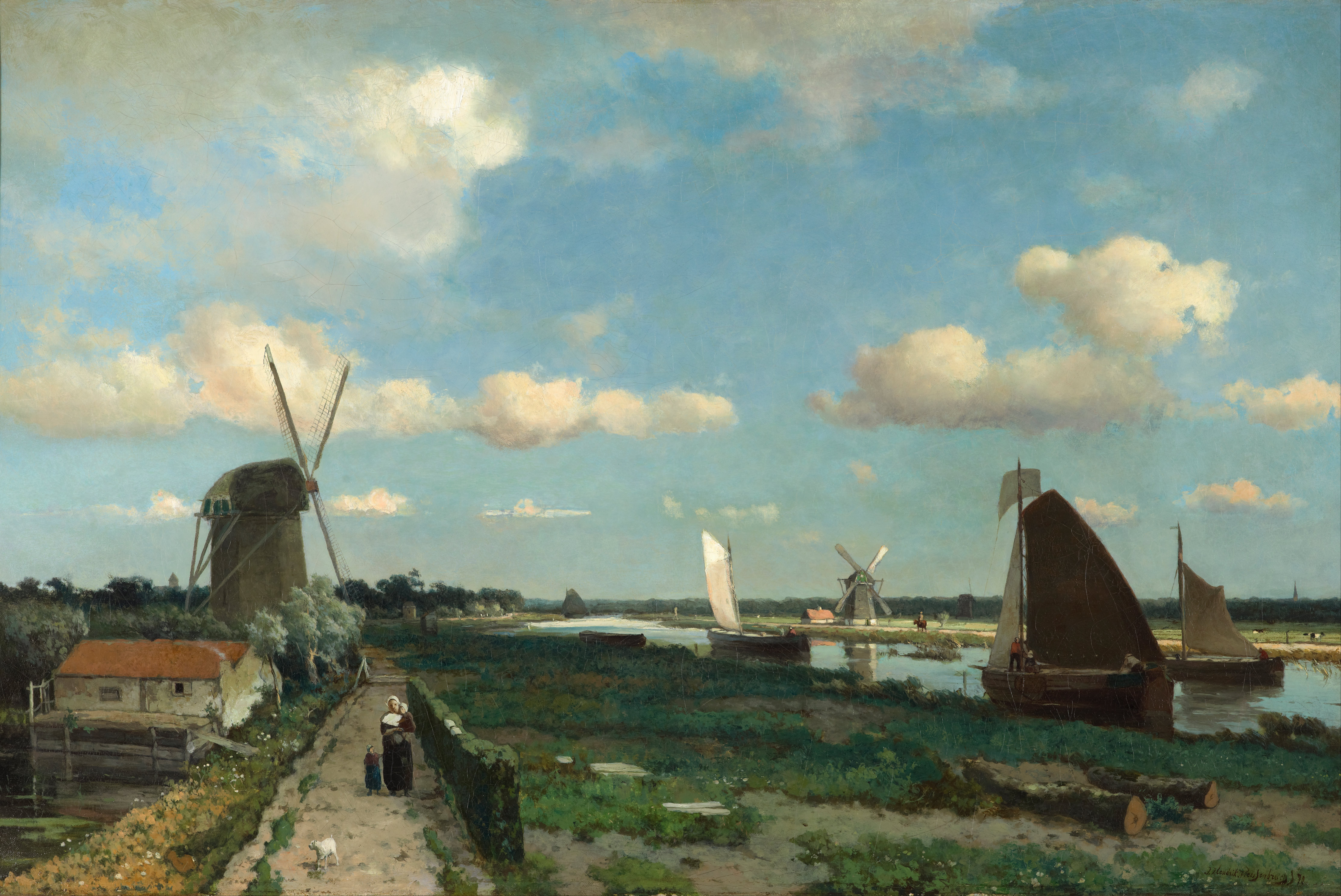
De Trekvliet, 1870, Kunstmuseum Den Haag
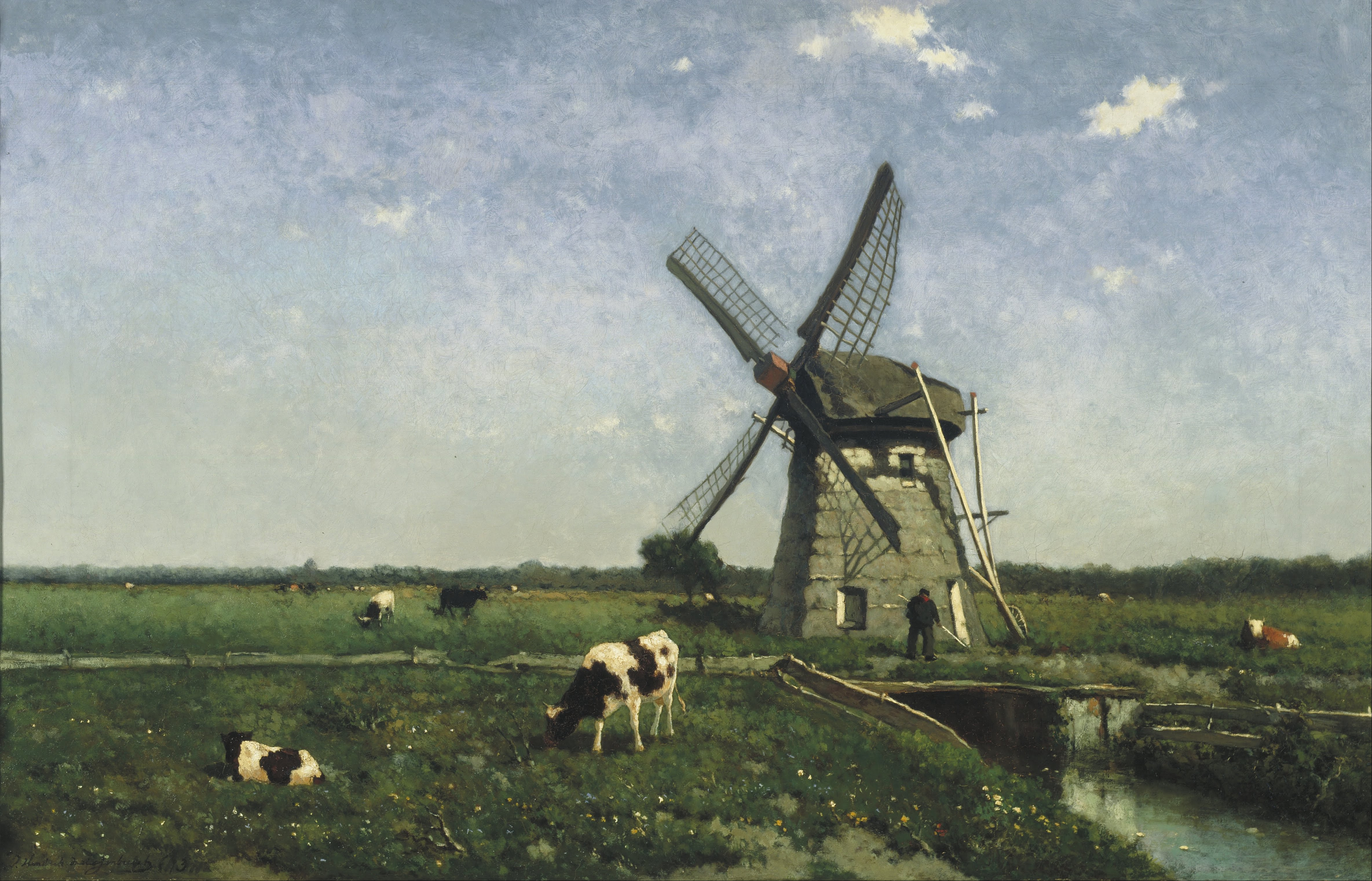
Landschap met molen bij Schiedam, 1873, Museum Boijmans Van Beuningen
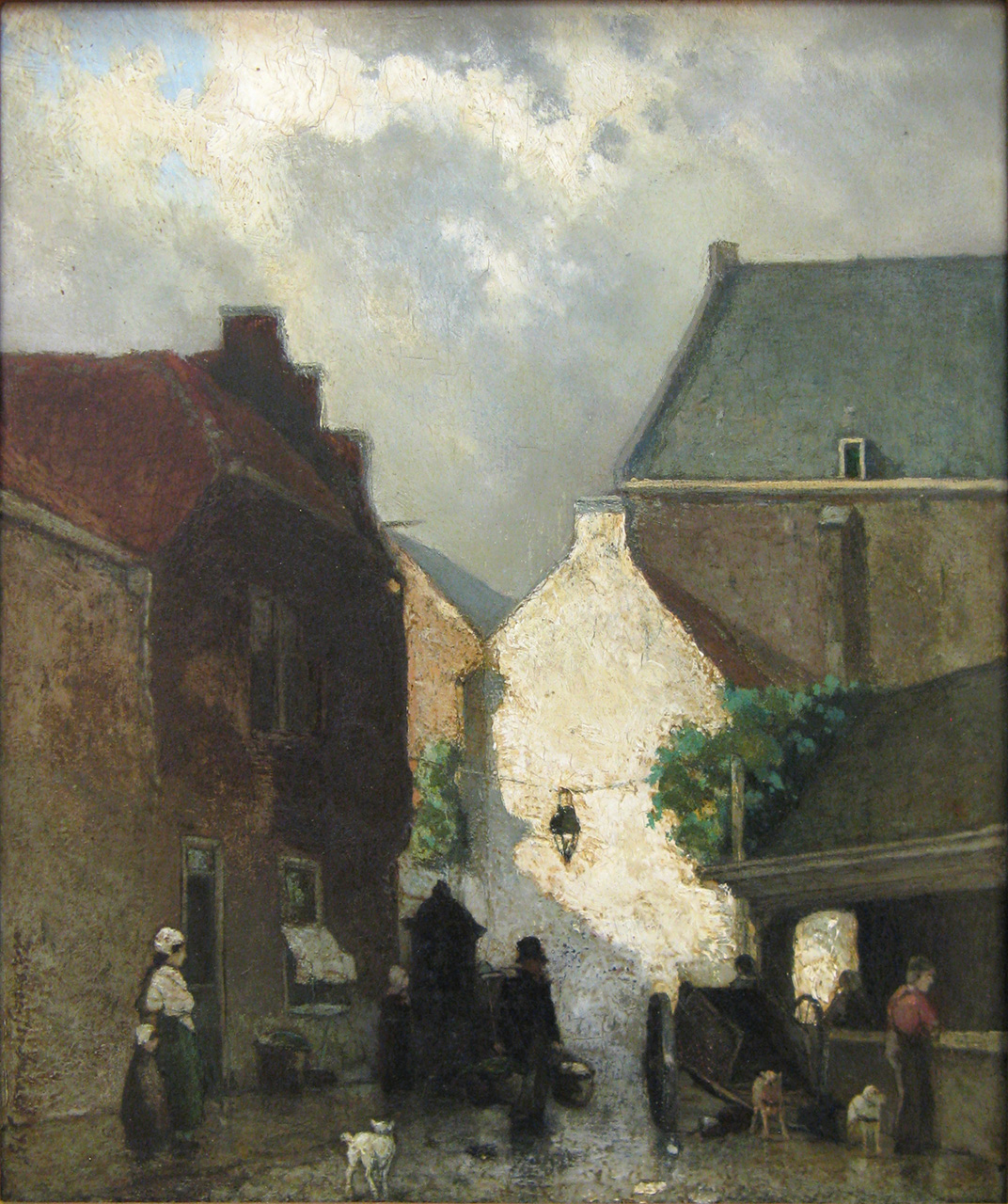
Vismarkt te Den Haag, 1873, Kunstmuseum Den Haag
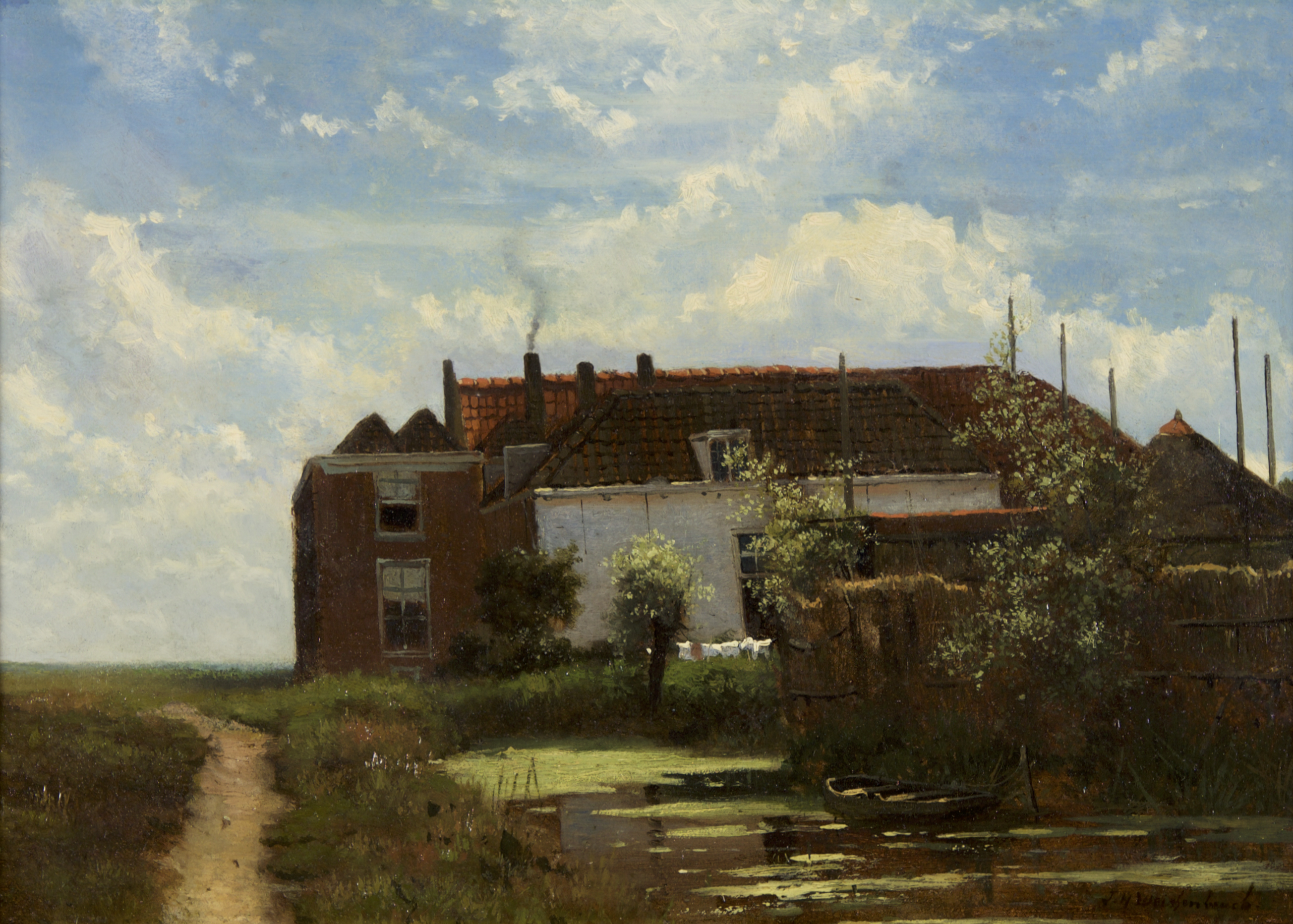
Boerderij aan vaart of De waslijn omstreeks 1873-1875 Dordrechts Museum
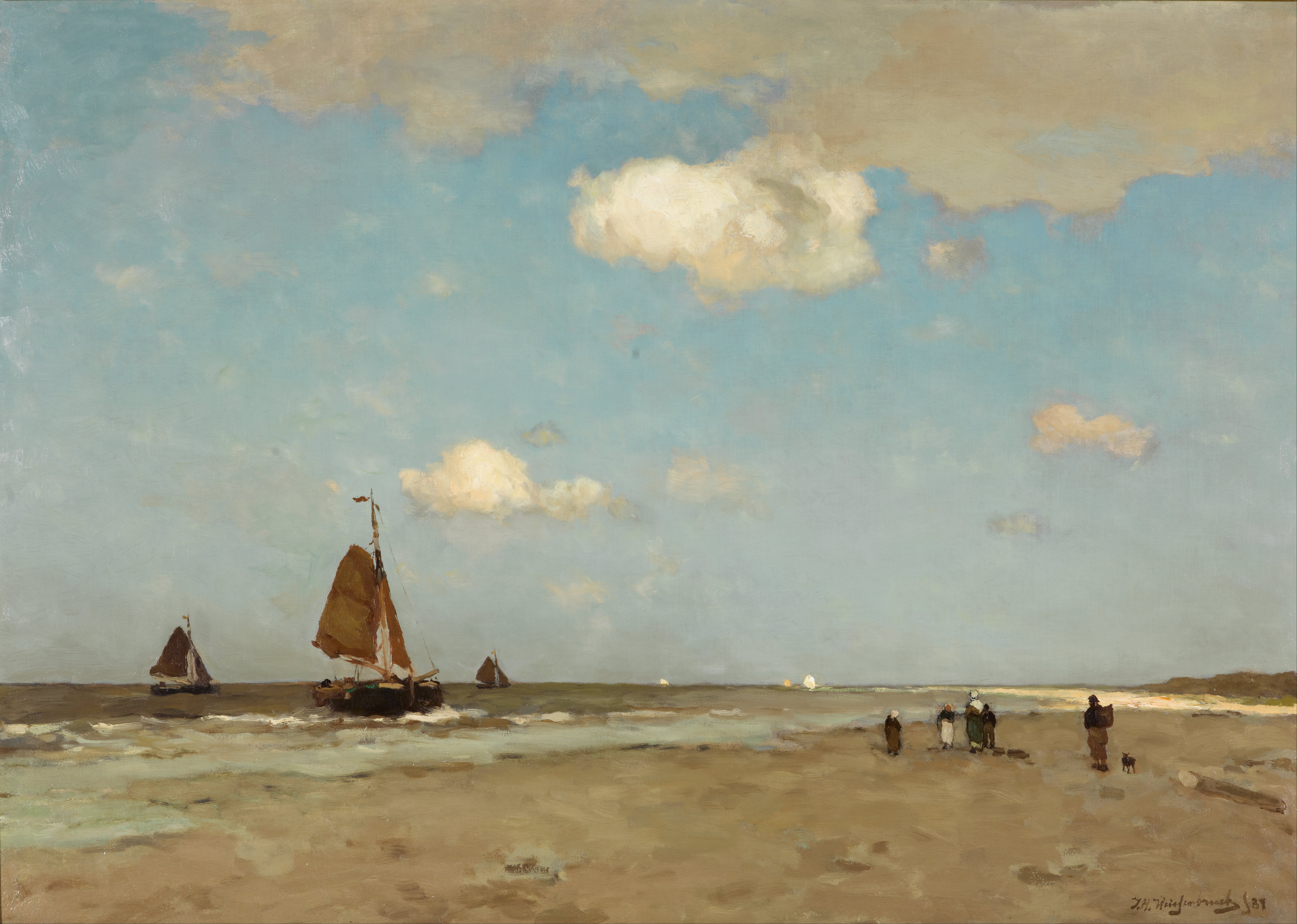
Strandscene, 1887, Kunstmuseum Den Haag
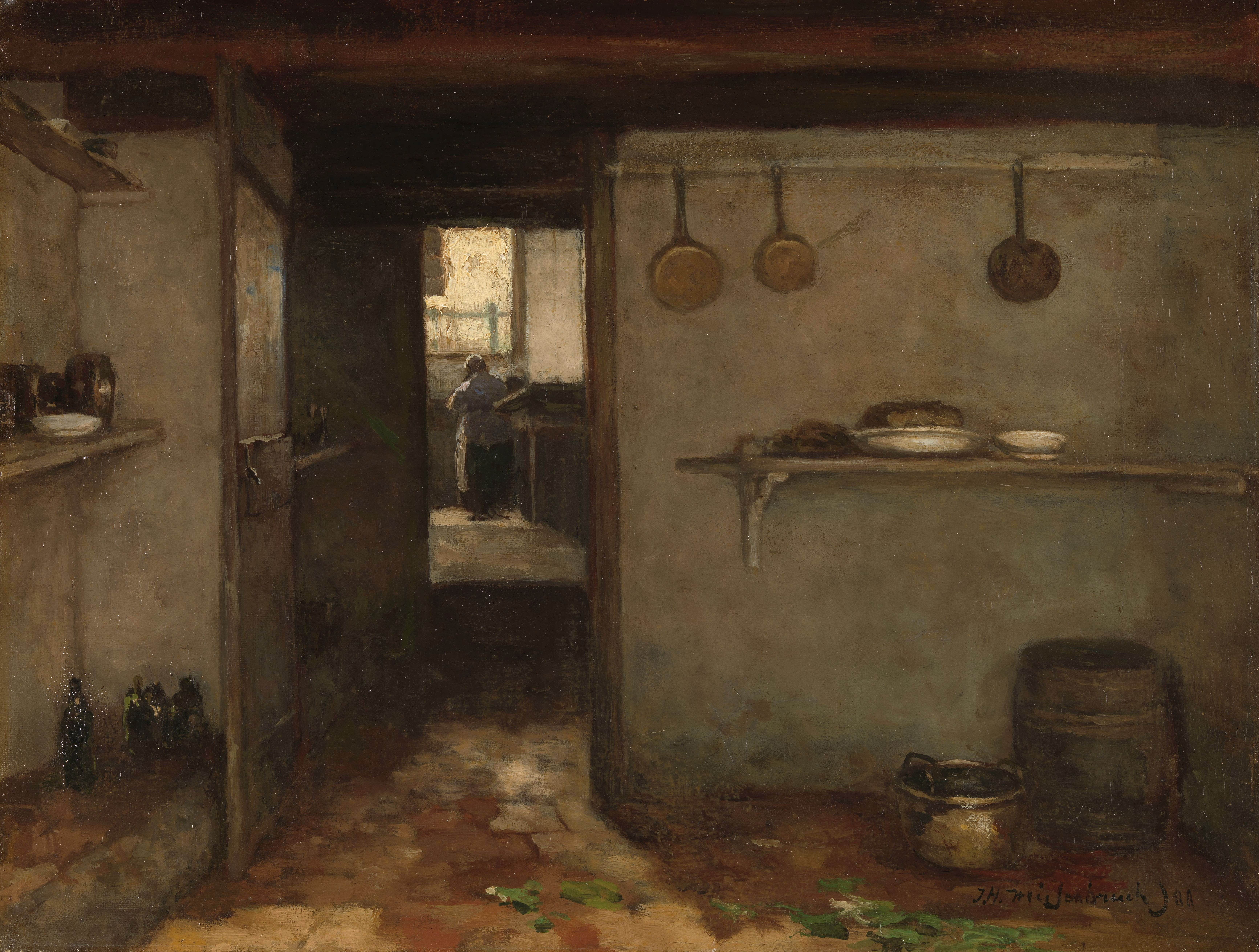
Het huis van Weissenbruch in Den Haag, 1888 Rijksmuseum Amsterdam
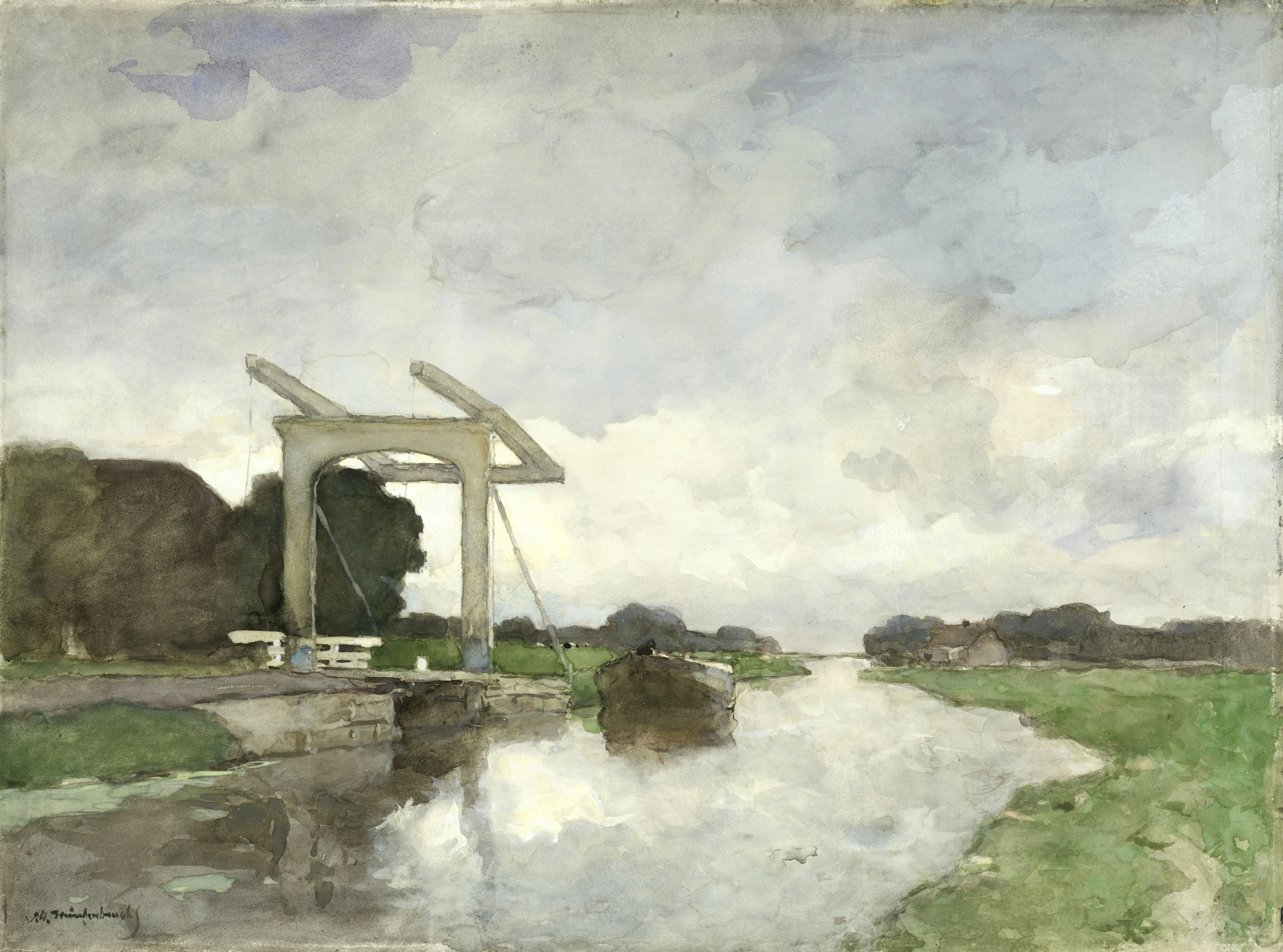
Ophaalbrug bij Noorden, ca. 1890, aquarel, Rijksmuseum Amsterdam
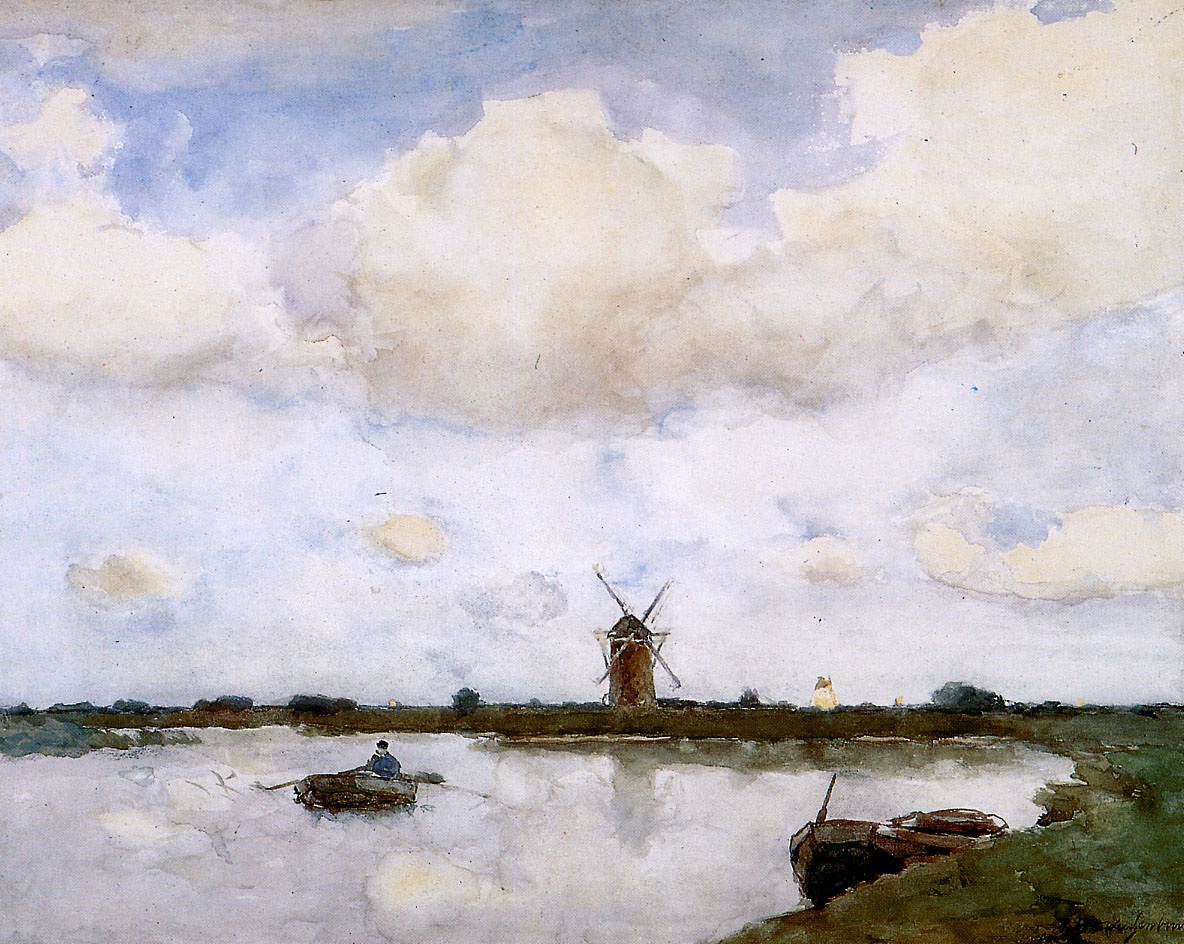
Molen bij een plas, circa 1890, aquarel, Museum Boijmans Van Beuningen
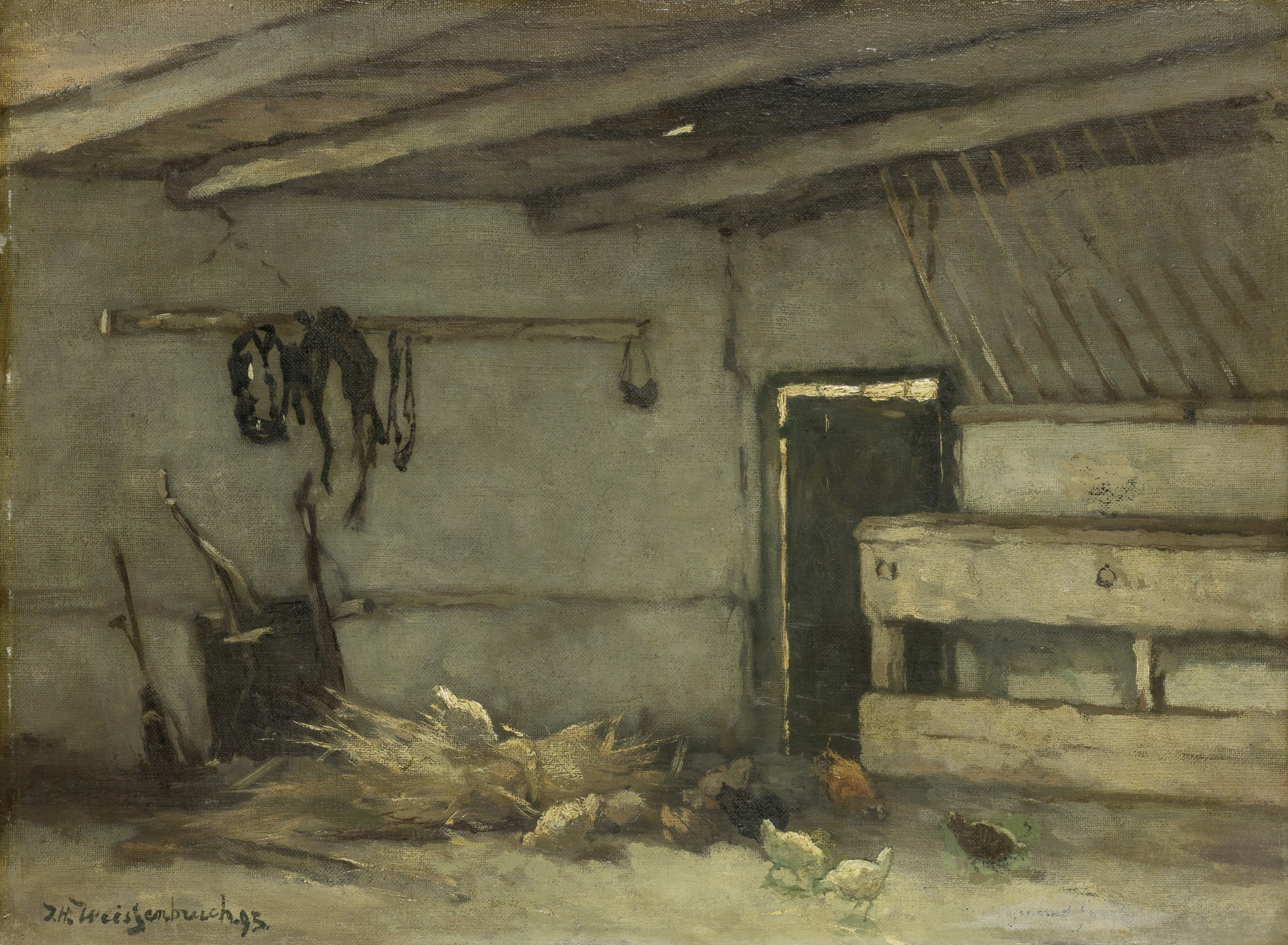
Stalinterieur, 1895 Rijksmuseum Amsterdam
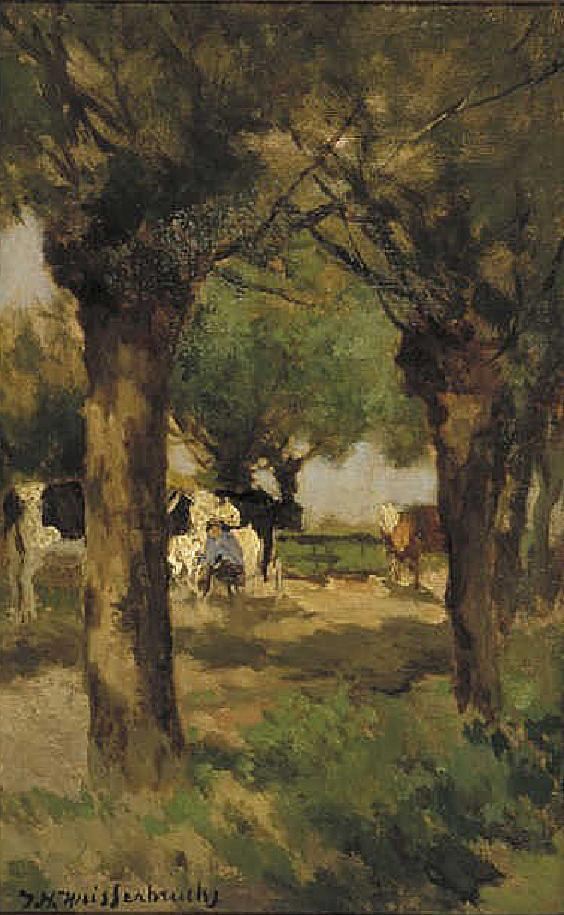
Koeien melken onder de wilgen, z.j. Museum Boijmans Van Beuningen
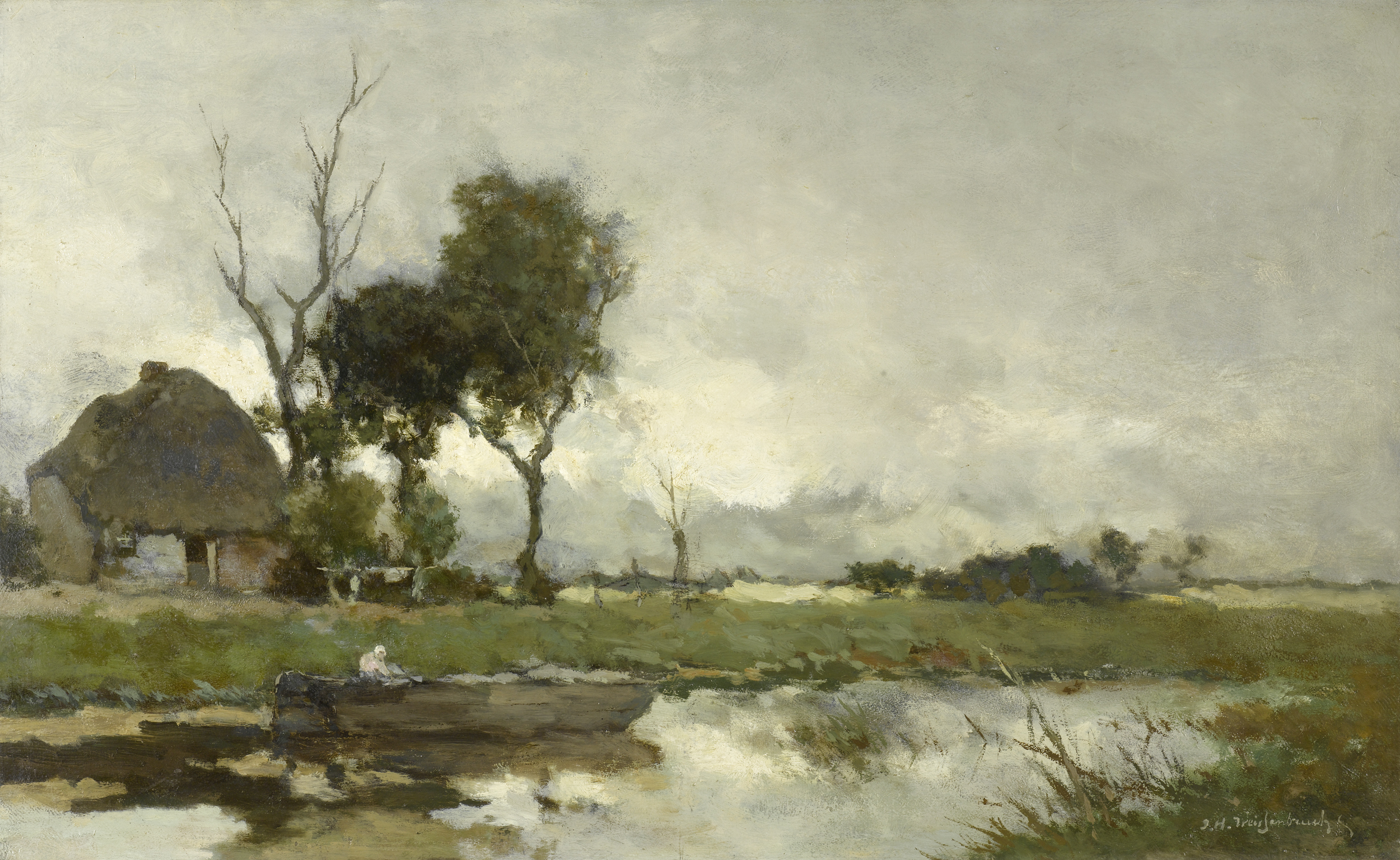
Herfstlandschap, z.j. Rijksmuseum Amsterdam
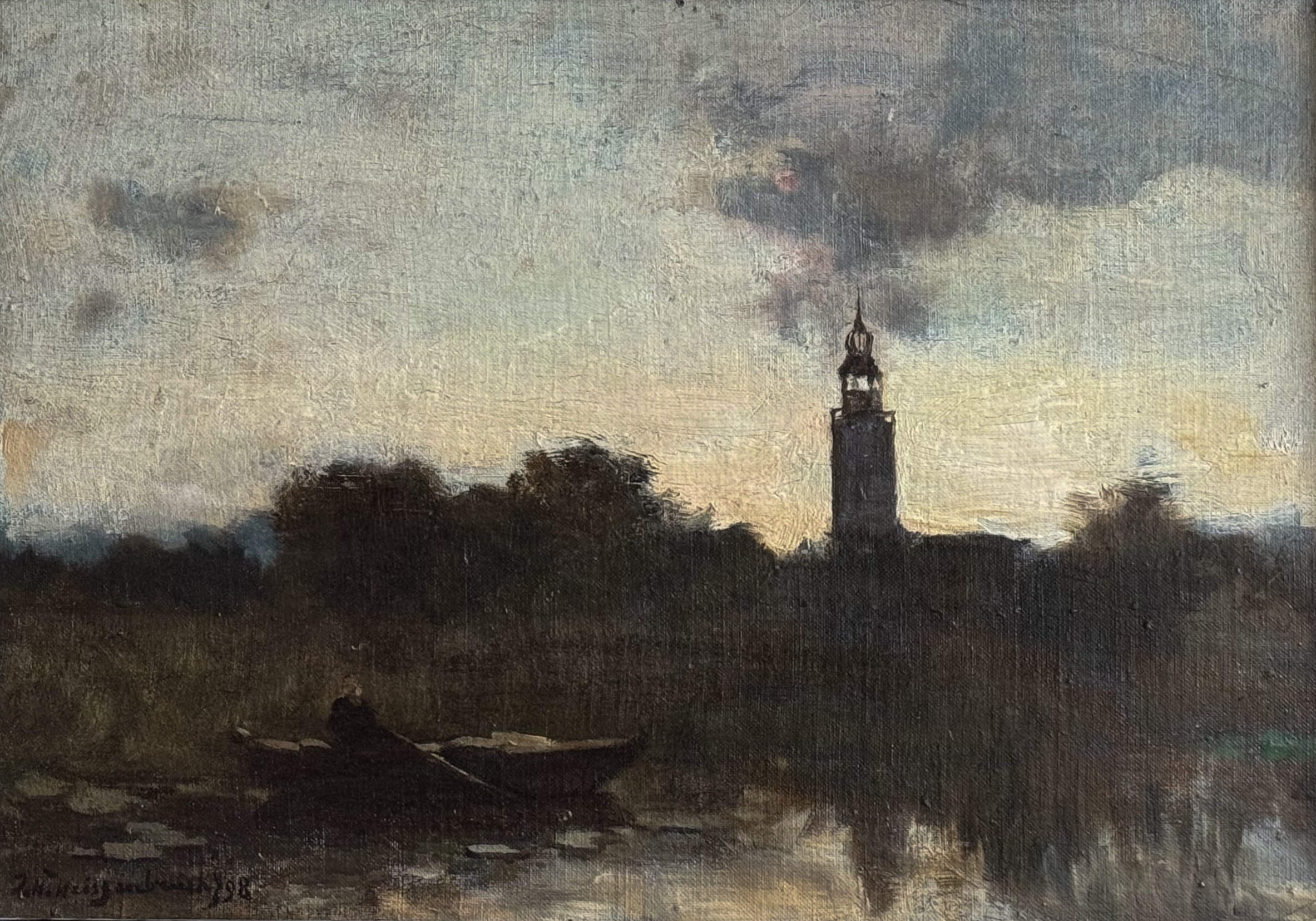
Visser bij avond in Nieuwkoop 1898. Particuliere collectie
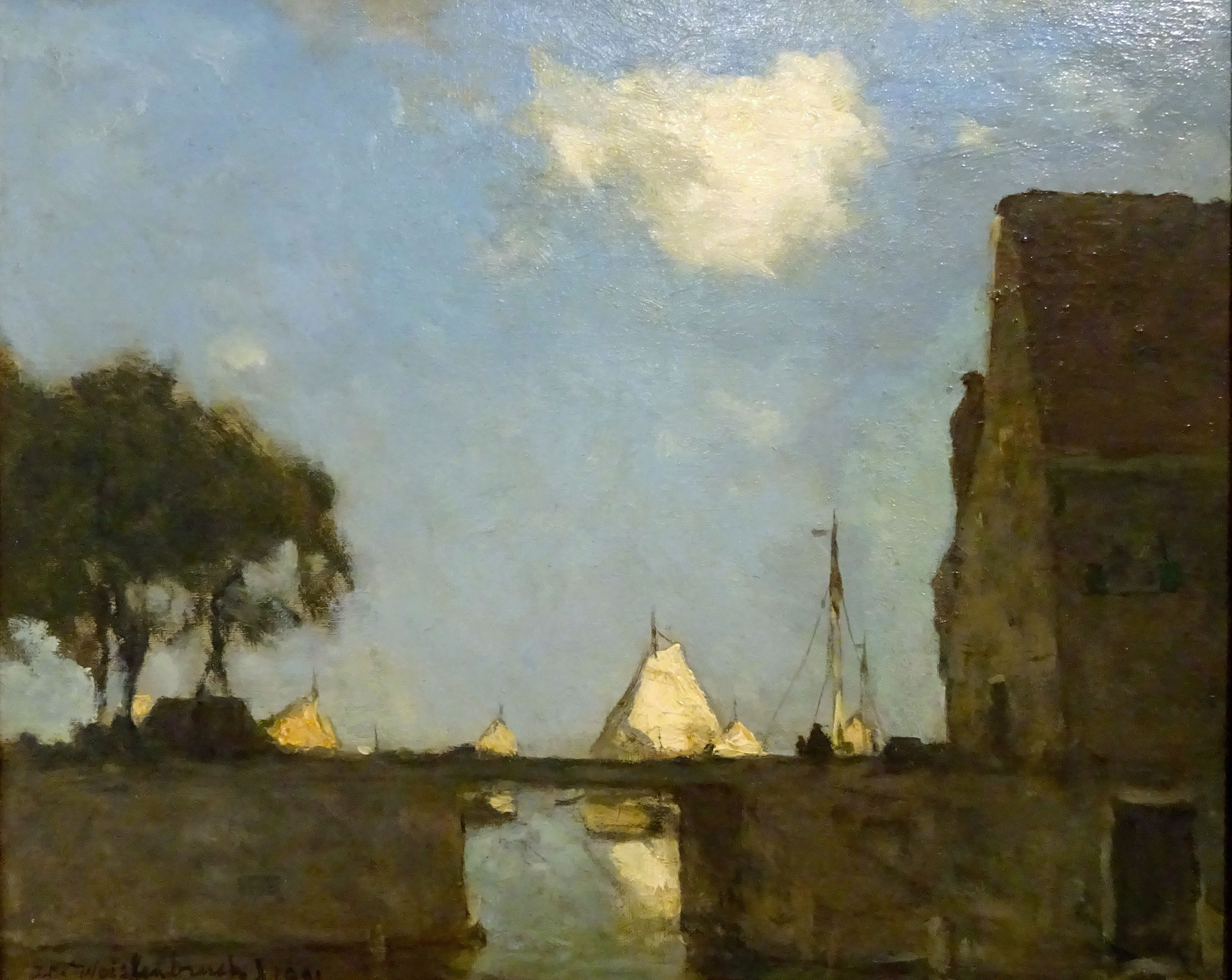
Te Noorden bij Nieuwkoop, 1901 Dordrechts Museum

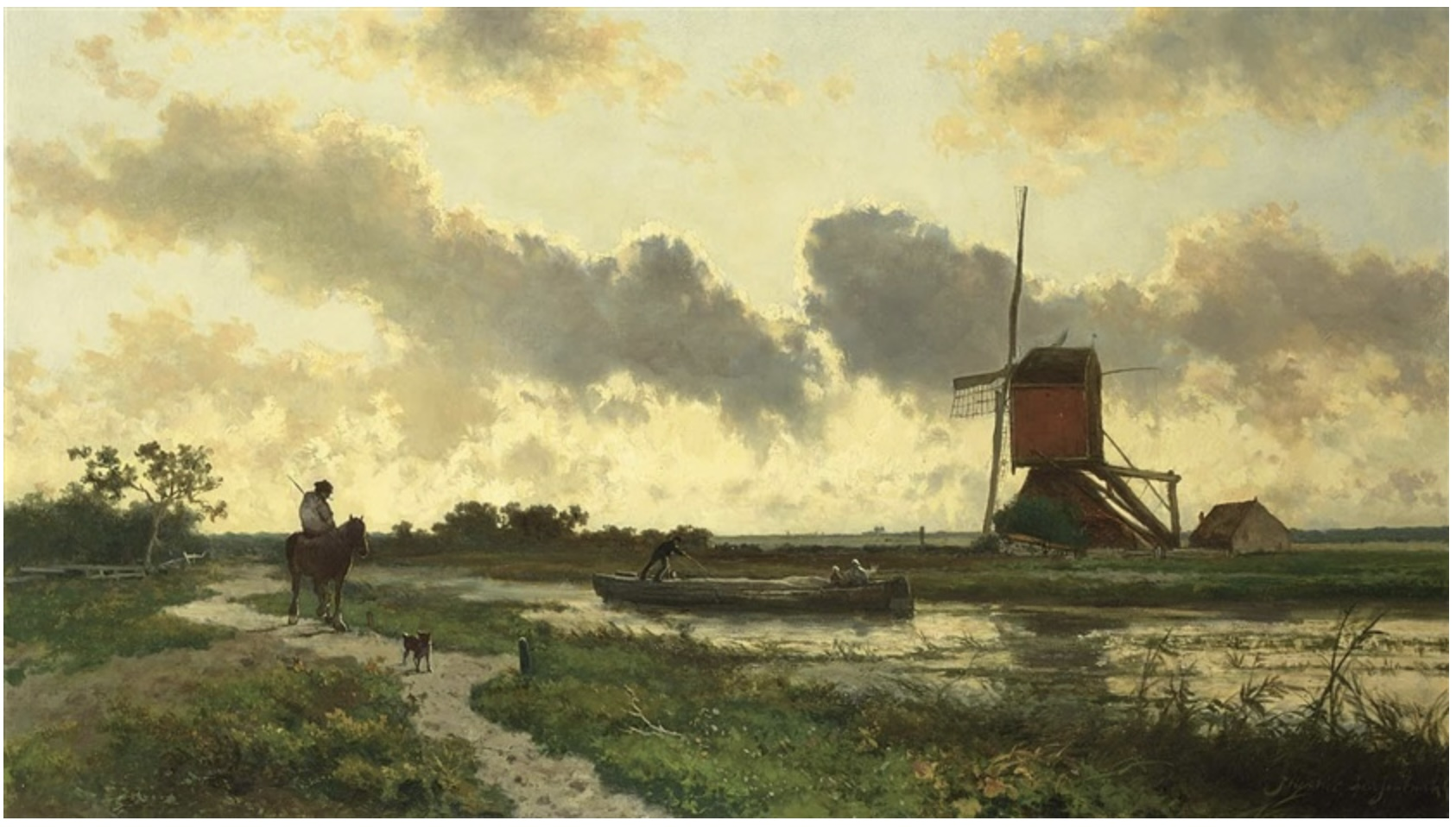
TENTOONSTELLINGEN

## Tentoonstelling
- J.H. Weissenbruch - Voorbij de Haagse School in Museum Jan Cunen in Oss en aansluitend in het Gemeentemuseum in Den Haag in 1999/2000. Tentoonstellingscatalogus, J.H. Weissenbruch 1824-1903, onder redactie van Edwin Jacobs, Hans Janssen en Marjan van Heteren. Waanders, Zwolle 1999. ISBN 90 400 9401 2 (hardback)